# Jaylon Bather
Jaylon Bather (31 dicembre 1992) è un calciatore bermudiano, difensore del Robin Hood e della Nazionale bermudiana.

## Caratteristiche tecniche
È un difensore centrale.

## Carriera

### Nazionale
Ha debuttato in Nazionale l'8 marzo 2015, nell'amichevole Bermuda-Grenada (2-0). Ha messo a segno la sua prima rete con la maglia della Nazionale il 28 novembre 2017, nell'amichevole Bermuda-Barbados (2-3), siglando la rete del momentaneo 2-0 al minuto 19. Ha partecipato, con la Nazionale, alla CONCACAF Gold Cup 2019.